# Ivo Česnik
Ivo Česnik, slovenski odvetnik in pisatelj, * 4. november 1885, Sanabor, † 19. julij 1951, Flüelen, Švica.
Rodil se je očetu Janezu in materi Katarini (rojena Kobol). Po končani ljudski šoli v Vipavi je najprej študiral v Ljubljani, se 1905 vpisal v Gradcu na filozofsko, naslednje leto pa na pravno fakulteto in študije končal z doktoratom (1911). Po končanem študiju je nastopil odvetniško službo v Novem mestu.
Pisateljevati je začel kot šestošolec in pošiljal svoje pripovedniške prvence Zvončku (od 1904), Vrtcu in drugim listom. Kmalu je začel pisati tudi za Mohorjevo družbo, in objavljati v Koledarju MD, kateremu je ostal zvest do 1915. Leta 1907 je začel sodelovati tudi pri Dom in svetu (Mlinar Janez, 1908; Martin in Minka, 1909; Smrekova vejica, 1909; Črnošolec, 1912 in drugo). Pisal je tudi v dijaški list Zora (Madona XVII. 1910/11 in drugo). Za gledališče je priredil Jurčičevega Domna (1911) in spisal burlesko v dveh dejanjih Pogodba (1913). Snov za pisanje je zajemal večinoma iz kmečkega življenja. Napisal pa je tudi študijo o pisatelju in članu tajnega gibanja italijanskih karbonarjev S. Pellicu (Čas, 1913).